# Elegant Angel
Elegant Angel Productions ist ein kalifornisches Pornofilm-Studio. Langjähriger Eigentümer war Patrick Collins, der das Studio gemeinsam mit dem Porndarsteller und -produzenten John Stagliano gründete. EA gilt als Vorreiter der Gonzo-Pornografie.

## Geschichte
Ursprünglich als Teil von Staglianos Evil Angel Produtions gestartet, wurde Elegant Angel 1996 von Collins als eigenständiges Unternehmen ausgegliedert, die Geschäftsbeziehungen zu Evil Angel endeten 1998, da Collins Stagliano für einen schlechten Geschäftsmann hielt.
1996 stieß Israel Chapa Gonzalez zu Elegant Angel, wo er als Set-Designer, Kameramann sowie als Darsteller arbeitete. Nach einem gewalttätigen Angriff auf seine damalige Partnerin im Mai 1997 rief diese die Polizei, Gonzales erschoss einen Polizeibeamten und verwundete zwei weitere. Als am folgenden Morgen die Polizei das Gebäude stürmte, hatte sich Gonzales mit einer halbautomatischen Waffe erschossen.
2004 geriet das Unternehmen in wirtschaftliche Schwierigkeiten, nachdem die Kosten für Feature-Filme zu hoch wurden, sich Vertriebspartner von EA trennten und zwei Regisseure das Studio verließen. Collins reagierte mit einem zweimonatigen Drehstopp und einer kompletten Neuausrichtung des Studios auf Nischen wie Squirting. 2004 launchte das Studio seine Webseite, 2006 wurde ein Vertriebsnetzwerk von Paysites im Netz gestartet, parallel konnte das Studio wieder wachsende Verkaufszahlen bei DVDs erzielen. 2007 wurde mit Elegant Angel Europe ein eigener europäischer Vertrieb gestartet.
2014 übergab Collins die Leitung des Unternehmens an Drew Kennedy und Gabriel Guzman. 2015 wurde das komplette operative Geschäft des Studios von Exquisite Multimedia übernommen, Marke und Ausrichtung wurden fortgeführt. Collins starb im August 2024 im Alter von 72 Jahren.

## Filme
Elegant Angel produziert mehrere Serien, die regelmäßig Branchenpreisträger wurden, meist handelte es sich dabei um Gonzo- und Vignette-Reihen wie Buttwoman, Big Wet Asses, Cumback Pussy, und Sodomania. Mehrere Filme von EA wurden in der Top 500 Greatest Films-Liste von AVN geführt.
1993 drehte Collins in Budapest Buttwoman Does Budapest als erster US-amerikanischer Pornoproduzent. Im Film wurden öffentliche Sexszenen vor verschiedenen Touristenzielen der Stadt gezeigt, eine Szene wurde in der stark frequentierten Straßenbahnlinie 18 auf ihrer normalen Route gedreht.
Trotz der Fokussierung auf Gonzoformate drehte EA auch aufwändige Produktionen. 2013 gewann Wasteland sieben AVN-Awards, darunter „Best Cinematography“ und „Movie of the Year“. Neben anderen XBIZ-Awards 2013 gewann er auch dort den des „Feature Movie of the Year“.  Der Soundtrack des Films wurde vom Schweizer SFR gelobt.